# Veinticinco de Mayo (La Pampa)
Veinticinco de Mayo of 25 de Mayo is een plaats in het Argentijnse bestuurlijke gebied Puelén in de provincie La Pampa. De plaats telt 5.953 inwoners.